# Everything Louder than Everything Else
Az Everything Louder than Everything Else videó a brit Motörhead zenekar 1991-ben megjelent koncertfilmje, melyet Németországban forgattak az 1916 album európai lemezbemutató-turnéjának március 11-i müncheni állomásán. A videó képi világát az akkoriban divatos, a régi dokumentumfilmeket idéző, szemcsés, fekete-fehér megközelítés jellemzi. A koncertfelvétel mellett a zenekar egyes tagjaival is készültek interjúk.
Küldtek (a lemezkiadó) egy forgatócsoportot, akik öt napot töltöttek velünk az úton Németországban az Everything Louder than Everything Else videó forgatásával, aztán megpróbáltak lehúzni minket egy kilencezer dolláros számlával! Természetesen soha nem fizettük ki.
A felvételt 2004-ben DVD formátumban adták ki újra. Hasonló (de nem azonos) címmel 1999-ben koncertalbuma jelent meg a Motörheadnek, az Everything Louder than Everyone Else. Mindkét kiadvány címe a Made in Japan (1972) Deep Purple koncertalbumon elhangzott híres Ian Gillan mondatot idézi.

## A koncert dalai
1. "Metropolis"
2. "I'm So Bad (Baby I Don't Care)"
3. "Going to Brazil"
4. "Traitor"
5. "No Voices in the Sky"
6. "Just 'Cos You Got the Power"
7. "Angel City"
8. "Love Me Forever"
9. "R.A.M.O.N.E.S."
10. "Orgasmatron"
11. "Killed by Death"
12. "Ace of Spades"

## Közreműködők
- Ian 'Lemmy' Kilmister – basszusgitár, ének
- Phil Campbell - gitár
- Mike 'Würzel' Burston - gitár
- Phil 'Philthy Animal' Taylor - dobok